# Zeeslangen
Zeeslangen (Hydrophiinae) zijn een onderfamilie van slangen die behoren tot de familie koraalslangachtigen (Elapidae).
Zeeslangen komen vooral voor in de zeeën rond zuidelijk Azië en grote delen van Australië. Vrijwel alle soorten leven in ondiepe delen van de zee langs de kust, zoals in koraalriffen, mangrovebossen en rond riviermondingen. De slangen komen uitsluitend voor in tropische zeeën. De meeste soorten worden ongeveer een meter lang, enkele soorten kunnen tot drie meter lang worden. Zeeslangen leven voornamelijk van vissen en andere in zee levende dieren zoals kreeftachtigen en inktvissen.
Vroeger werd de groep wel als een aparte familie gezien, tegenwoordig worden de zeeslangen als een onderfamilie van de koraalslangachtigen beschouwd. Er zijn ongeveer 75 soorten die in negen geslachten worden onderverdeeld.

## Verspreiding en habitat
Zeeslangen komen voor in delen van alle grote wereldzeeën, behalve de Atlantische Oceaan.
In Afrika zijn de slangen te vinden rond de kust van Somalië in de Arabische Zee.
De meeste soorten komen voor in Azië, van de Arabische Zee tot het oosten van de Indische Oceaan, met name in de zeeën van zuidoostelijk Azië komen veel zeeslangen voor. Het verspreidingsgebied strekt zich uit tot de kustgebieden van grote delen van Australië. Zeeslangen zijn te vinden langs de westelijke, noordelijke en oostelijke kuststreken, maar ontbreken langs de zuidelijke kust.
In Noord-Amerika komen geen soorten voor, in westelijk Midden-Amerika zijn zeeslangen te vinden van zuidelijk Mexico in het noorden tot Peru in het zuiden. In het Caraïbisch Gebied, aan de oostkant van Midden-Amerika, komen geen soorten voor. Dit in tegenstelling tot veel andere soorten reptielen die hier juist een grote vormenrijkdom hebben ontwikkeld.
Er is één soort die echter een aanzienlijk groter verspreidingsgebied heeft, de samengedrukte zeeslang komt in een veel groter gebied voor dan alle andere zeeslangen tezamen. De samengedrukte zeeslang is buiten het verspreidingsgebied van de andere zeeslangen te vinden in grote delen van de Grote Oceaan. In het westen kan deze soort worden aangetroffen tot de oostkust van Afrika in de Indische Oceaan en oostwaarts tot Paaseiland ten westen van Zuid-Amerika. Neemt men ook de gebieden waar de samengedrukte zeeslang af en toe wordt waargenomen, dan is het verspreidingsgebied nog groter.
Zeeslangen spoelen af en toe weleens aan in gebieden waar ze van nature niet voorkomen, zo is er een exemplaar gevonden bij de Russische stad Vladivostok.

### Habitat
Alle soorten leven uitsluitend in zee, er zijn zowel soorten die alleen aan land komen om eieren te leggen en de rest van het leven in de zee doorbrengen en er zijn soorten die helemaal niet aan land komen omdat de jongen in het water ter wereld komen. Zeeslangen bevinden zich het grootste deel van hun tijd vlak onder het wateroppervlak. Net als andere reptielen zijn ze koudbloedig en moeten regelmatig zonnen om op te warmen. Zeeslangen kunnen goed duiken om op prooien te jagen of om te schuilen. Ze moeten om de zoveel tijd aan de oppervlakte komen om adem te halen.
Zeeslangen leven vaak rond ondiepe koraalriffen waar ze naar prooien zoeken en een ruim aanbod aan schuilplaatsen hebben. Zeeslangen moeten vaak duiken om hun prooien buit te maken en ze kunnen ook enige tijd onder water blijven. De meeste soorten leven in relatief ondiepe delen van de zee, zoals langs koraalriffen bij de kust. Enkele soorten kunnen een diepte bereiken van ongeveer 150 meter en houden dit tot twee uur vol. Hoewel enkele soorten op open zee voorkomen, kunnen ze in diepere delen niet bij de zeebodem komen.

## Uiterlijke kenmerken

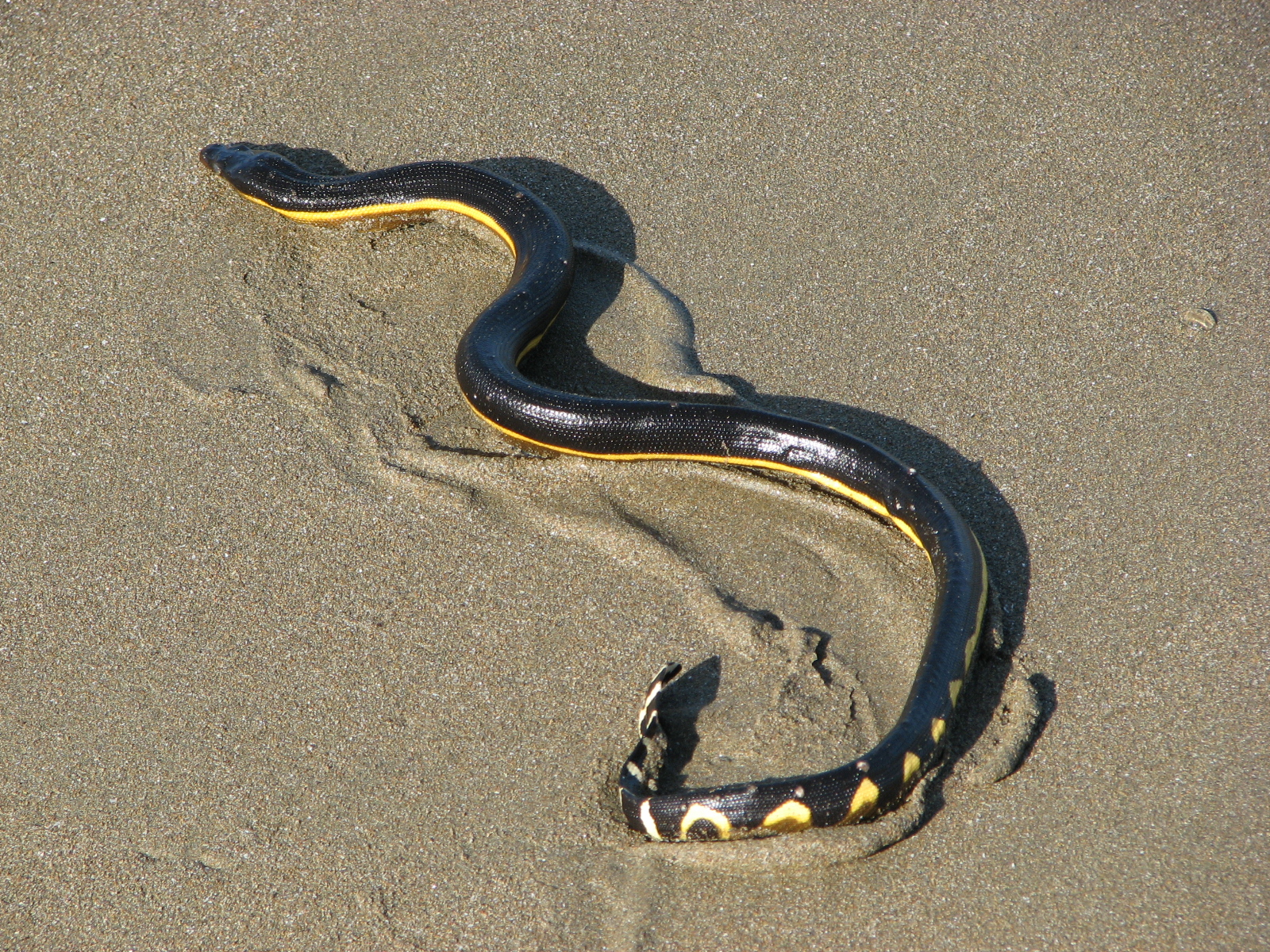
Deze soort is geel met zwart en makkelijk te herkennen.

Zeeslangen bereiken een lengte van rond de anderhalve meter, de grootste soorten kunnen een totale lichaamslengte van meer dan drie meter bereiken. De lichaamskleur is zeer variabel, sommige soorten zijn opvallend geel met zwart gebandeerd, andere soorten hebben een schutkleur. Zeeslangen die tussen wieren leven hebben vaak een onopvallende kleur met donkere strepen.
De kop van zeeslangen is goed beschermd door vergrote schubben. De neusgaten zijn klein en hebben een ventielachtig klepje. Dit wordt gesloten bij het duiken zodat de slang geen zeewater binnenkrijgt. De neusgaten zijn helemaal vooraan en aan de bovenzijde van de snuit gepositioneerd. Net als alle koraalslangachtigen hebben zeeslangen twee vergrote giftanden, deze zijn hol en dienen om een vergif uit de gifklier in de prooi te brengen. De giftanden zijn niet inklapbaar zoals bij andere giftige slangen soms het geval is, en staan voor in de bek. De gifklieren bevinden zich bij zeeslangen onder de ogen.
Zeeslangen hebben een typische slangachtige lichaamsbouw. Alle soorten hebben een langwerpig lichaam zonder poten, de kop is ovaal en afgerond. Het voorste deel van het lichaam is bij zeeslangen altijd veel smaller dan de rest van het lichaam. Dit dient om de weerstand van het water te verkleinen als de slang snel naar een prooi hapt. Zeeslangen verschillen van alle andere groepen van slangen door het zijwaarts afgeplatte lichaam, en met name de veel sterker afgeplatte staart. De staart heeft bij veel soorten een duidelijke roeispaanachtige vorm. De staart wordt gebruikt om te zwemmen en dient voor de voortstuwing, het lichaam wordt heen en weer bewogen en wordt gebruikt om te sturen. Een aantal soorten kan net zo snel voor- als achteruit zwemmen.
Het gehele lichaam is voorzien van gladde schubben, de schubben aan de flanken en op de rug bestaan uit meerdere schubbenrijen die naast elkaar gelegen zijn en vrijwel naadloos aansluiten. De buikschubben echter bestaan uit een enkele rij brede, stevige buikschilden. Slangen hebben weliswaar een schubbenhuid maar tussen de schubben zijn zachte delen aanwezig die enigszins waterdoorlatend zijn. Dit is voor zeeslangen een probleem omdat het zeewater zouter is dan het lichaamsvocht en het lichaam door osmose water afgeeft aan het omringende zoute water. Zeeslangen hebben hiertoe een zoutafscheidende klier onder de tong, die het zout uit het voedsel concentreert en afgeeft als de slang de bek opent. De permeabele schubbenhuid heeft als voordeel dat zeeslangen als enige reptielen in staat zijn om voor een deel door hun huid te ademen. Sommige soorten kunnen zo tot twintig procent van de benodigde zuurstof uit het omringende zeewater opnemen door de huid.
Zeeslangen hebben net als bijna alle slangen slechts één functionerende long; de rechterlong. De linkerlong is gedegenereerd als aanpassing op de langwerpige lichaamsvorm. Omdat de zeeslangen veel duiken is de enige overgebleven long aangepast om de capaciteit te vergroten zodat de slang langer onder water kan blijven en efficiënter kan foerageren. De long bestaat uit een voorste deel dat het zuurstofopnemend weefsel bevat en een achterste deel dat meer een aanhangsel is en de sacculaire (zak-achtige) long wordt genoemd. Bij veel slangen die kunnen zwemmen functioneert dit achterste deel van de long als een orgaan dat vergelijkbaar is met de zwemblaas van vissen. Het vergroot bij dergelijke slangen het drijfvermogen, maar bij de zeeslangen is dit deel sterk ontwikkeld. Het is groter en heeft een verstevigde wand die voorzien is van spieren. De sacculaire long kan echter geen zuurstof opnemen, en functioneert slechts als een luchtvoorraad tijdens het duiken. De slang kan middels spierbewegingen de lucht uit de sacculaire long persen waarna deze in het voorste deel van de long kan worden gebruikt als 'verse' lucht.

## Levenswijze
Binnen de groep van de zeeslangen is er een zekere gradatie te zien wat betreft het aanpassingsvermogen op het leven in zee. De meeste soorten zijn echte zeebewoners die zelfs hun jongen baren in zee. Deze soorten hebben ook een sterkere zijdelingse afplatting van het lichaam. Sommige soorten echter hebben een meer ronde lichaamsvorm en een minder sterk afgeplatte staart. Bij deze soorten zijn de buikschubben net als bij terrestrische slangen verbreed.
Enkele zeeslangen leven niet in open zee maar zijn alleen te vinden in langs de kust gelegen habitats, zoals mangrovebossen, wadden en in riviermondingen.
Van enkele soorten is bekend dat ze in rivieren voorkomen en zich soms ver landinwaarts verplaatsen. Van sommige soorten is bekend dat ze tot 200 kilometer landinwaarts kunnen worden gevonden. Er zijn slechts enkele soorten die zich hebben aangepast aan een leven in zoet water. Leioselasma semperi komt alleen voor op het Filipijnse eiland Luzon, en leeft uitsluitend in het Taalmeer. Dit kratermeer is gevuld met zoetwater, en is door een vulkaanuitbarsting van de zee afgescheiden.

### Voedsel en vijanden
Zeeslangen jagen voornamelijk 's nachts, ze leven in de regel van vissen die met een snelle uithaal van de kop worden gebeten en verlamd. Het voorste deel van het lichaam is erg smal en de kop is relatief klein, hierdoor wordt de weerstand in het water verkleind bij het uithalen naar een prooi. De kop wordt bij een beet niet vooruit gestoken zoals bij andere slangen het geval is maar beweegt zich in een slaande beweging zodat de giftanden in het prooidier worden gebracht. Het gif van zeeslangen is zeer krachtig en leidt tot de onmiddellijke dood van een prooidier zoals een kleine vis. Veel zeeslangen leven van paling of andere vissen die bij koralen leven. Door de snelle dood van de prooi krijgt deze niet de kans om zich te verstoppen.
Een aantal zeeslangen leeft naast vissen ook van krabben, garnalen, inktvissen en zeekatten. Een voorbeeld van een soort die voornamelijk zeekatten eet is Enhydra schistosa. Soorten die op open zee leven houden zich vaak op langs drijvende vegetatie. Deze drijvende planten trekken visjes aan die eronder komen schuilen. De zeeslang hoeft hierdoor niet te zoeken naar voedsel.
De soorten uit het geslacht Emydocephalus worden wel schildpadkopzeeslangen genoemd vanwege de afwijkende smalle kop. Dit is een aanpassing op de levenswijze, dergelijke soorten leven namelijk van de eieren van vissen. Deze eieren zijn vaak goed verstopt in spleten, op het menu staan voornamelijk de eieren van slijmvisachtigen en grondels. De schildpadkopzeeslangen hebben geen functionele giftanden meer, ze hebben wel een aantal aanpassingen op het eten van eieren. De kop is voorzien van spieren die waarschijnlijk dienen om de eieren op te zuigen.
Vijanden zijn met name grote roofvissen die in het water aanvallen. Daarnaast worden ze buitgemaakt door verschillende zeevogels die de slangen uit het water plukken.

### Voortplanting en ontwikkeling
Van de zeeslangen is alleen van de vertegenwoordigers van het geslacht Laticauda bekend dat ze hun eieren op het land leggen. Ze zetten deze af in spelonken en grotten. Alle andere zeeslangen zijn zo sterk aan water aangepast dat ze niet aan land kunnen komen om hun eieren af te zetten. Zeeslangen zijn eierlevendbarend, bij dergelijke slangen komen de jongen levend ter wereld en niet uit een ei. Dergelijke soorten baren hun jongen in zee en hoeven daardoor niet aan land te komen. In vergelijking met op het land vertoevende slangen produceert een zeeslang een relatief laag geboortegewicht. Er worden minder jongen geboren -meestal slechts enkele die echter relatief ver ontwikkeld zijn. Als er meer jongen ter wereld komen zijn deze relatief onderontwikkeld in vergelijking met andere levendbarende slangen. Dit komt waarschijnlijk omdat de vergrote longen de lichaamsruimte beperken en er simpelweg minder plaats is voor de ontwikkeling van het nageslacht. Andere slangen kunnen zich op het land verstoppen om de zwangerschap uit te zitten maar zeeslangen zijn hiertoe door hun mariene levenswijze niet toe in staat.
Zeeslangen verzamelen zich voor de paring soms langs de kust met vele exemplaren bij elkaar. Deze groepen hebben altijd een lintvormig contour, dit zou lijken alsof het één reusachtige zeeslang betreft. In de Straat van Malakka is eens een dergelijke sliert van zeeslangen aangetroffen van drie meter breed en een lengte van rond de honderd kilometer.

## Zeeslangen en de mens
Zeeslangen spelen een bescheiden rol in het dagelijkse leven en de cultuur van de mens. De slangen zijn erg gewild om het vlees, zeeslangenvlees wordt in een aantal Aziatische landen zoals Japan gezien als een delicatesse. Het vlees van zeeslangen wordt op grote schaal als afrodisiacum gezien, hierbij wordt de slang in een met drank gevulde fles gestopt. In sommige streken worden de slangen als een paling gerookt voordat ze worden opgegeten.
Daarnaast is de huid van zeeslangen veel geld waard omdat deze kan worden verwerkt tot slangenleer. Met name in de Filipijnen worden zeeslangen voor dit doel gevangen en gestroopt. Verschillende soorten slangen worden gevangen om de huid te verwerken maar de zeeslangen zijn door hun compleet waterdichte en vrijwel naadloos aansluitende schubben zeer geschikt om te verwerken tot leer. Met name de soort Laticauda semifasciata is in het verleden door Japanse vissers meermaals in grote hoeveelheden afgeslacht om de dieren te verwerken tot voedsel en slangenleer.
Voor de mens zijn zeeslangen niet heel gevaarlijk omdat ze niet agressief zijn en niet snel bijten. Het gif van zeeslangen is potent voor prooidieren maar heeft een langzame werking op de mens. Een beet is daarnaast meestal niet pijnlijk, zodat vermoed wordt dat vissers soms onopgemerkt gebeten worden bij het binnenhalen van hun netten.
De zogenaamde grote zeeslang uit sterke zeemansverhalen van de afgelopen eeuwen is een fabeldier dat behoort tot de cryptozoölogie. Schaakpartijen met een lengte van 100 of meer zetten worden ook zeeslangen genoemd.

## Taxonomie en naamgeving

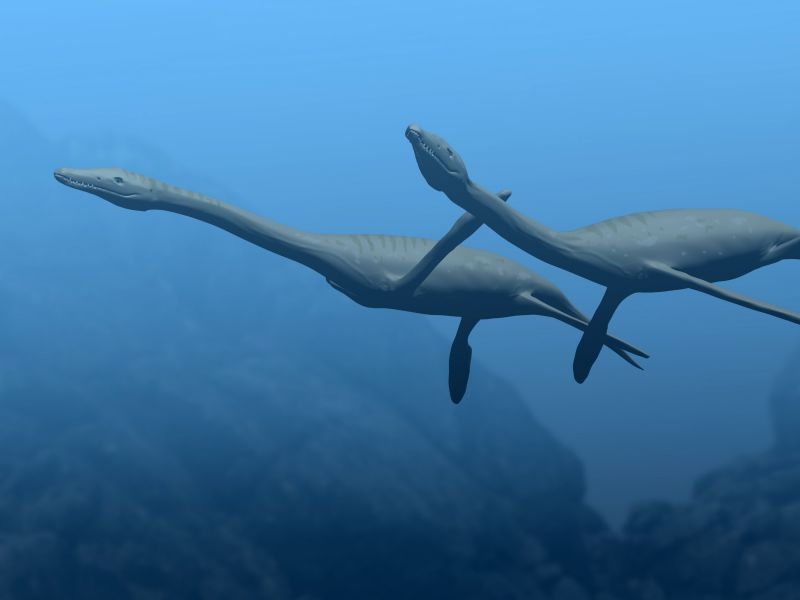
Plesiosaurus had net als zeeslangen een lange nek en kleine kop.

De naam zeeslangen slaat op het volledig op het leven in zee aangepaste lichaam en levenswijze. De wetenschappelijke naam Hydrophiinae is afgeleid van de geslachtsnaam Hydrophis, wat waterslang betekent; ὕδωρ hudōr = water en ὄφις óphis = slang.
Alle slangen hebben zich ontwikkeld uit een groep van hagedisachtige reptielen die zich hebben aangepast op een leven in het water en later zijn teruggekeerd naar het land. De zeeslangen zijn weer teruggekeerd naar het water, hun lichaamsbouw lijkt op die van bepaalde uitgestorven reptielen die eenzelfde ontwikkeling hebben volbracht, zoals de uitgestorven soorten uit het geslacht Plesiosaurus. Deze slangachtige reptielen bezaten poten maar hadden een vergelijkbare lichaamsbouw als het gaat om de kop en nek, de kop was relatief klein en de nek was verlengd. In de loop der evolutie zijn slangen meerdere malen teruggekeerd naar de zee. Een van deze slangengroepen is al bekend uit het Tertiair, maar deze 'zeeslangen' stierven uit in het Eoceen, meer dan 30 miljoen jaar geleden. De huidige zeeslangen hebben zich ontwikkeld uit een groep van koraalslangachtigen die levendbarend waren. Deze slangen leefden op het land en hebben zich geleidelijk aan ontwikkeld tot typische zeebewoners.
Zeeslangen werden vroeger wel beschouwd als een aparte familie van slangen omdat alle soorten zijn aangepast op een leven in de zee, in tegenstelling tot vrijwel alle andere soorten slangen. Tegenwoordig weten biologen dat de zeeslangen zo sterk aan de familie Elapidae zijn verwant dat ze als een onderfamilie moeten worden gezien. Zeeslangen worden vertegenwoordigd door ongeveer 75 verschillende soorten, die verdeeld worden in 9 geslachten. De soorten uit het geslacht Laticauda werden vroeger ook tot de zeeslangen gerekend, maar worden tegenwoordig in een aparte onderfamilie geplaatst; Laticaudinae. Deze soorten zetten hun eieren op het land af, in tegenstelling tot de meeste zeeslangen die volledig ontwikkelde jongen ter wereld brengen in het water. 
De soorten uit het geslacht Aipysurus wijken sterk af van de andere zeeslangen, ze eten uitsluitend visseneieren en hebben een sterk aangepaste kop. De giftanden zijn als gevolg van deze levenswijze volledig verloren gegaan door degeneratie.

### Geslachten
Zeeslangen zijn verdeeld in negen geslachten, vier geslachten zijn monotypisch. Dit betekent dat zij slechts door een enkele soort worden vertegenwoordigd. De verschillende groepen zijn onderstaand weergegeven, inclusief de auteur en het verspreidingsgebied. 
| Geslachten van de onderfamilie zeeslangen (Hydrophiinae) | Geslachten van de onderfamilie zeeslangen (Hydrophiinae) | Geslachten van de onderfamilie zeeslangen (Hydrophiinae) | Geslachten van de onderfamilie zeeslangen (Hydrophiinae)                                                                               |
| Naam                                                     | Auteur                                                   | Soorten                                                  | Verspreiding |
| -------------------------------------------------------- | -------------------------------------------------------- | -------------------------------------------------------- | --- |
| Aipysurus                                                | Lacépède, 1804                                           | 9                                                        | Azië, Australië |
| Antaioserpens                                            | Wells & Wellington, 1985                                 | 2                                                        | Australië |
| Brachyurophis                                            | Günther, 1863                                            | 8                                                        | Australië |
| Schildpadkopzeeslangen (Emydocephalus)                   | Krefft, 1869                                             | 3                                                        | Azië, Australië |
| Ephalophis                                               | Smith, 1931                                              | 1                                                        | Australië |
| Hydrelaps                                                | Boulenger, 1896                                          | 1                                                        | Nieuw-Guinea, Australië |
| Roerstaartzeeslangen (Hydrophis)                         | Latreille, 1801                                          | 50                                                       | Grote Oceaan , Indische Oceaan, Zuid-Chinese Zee, Perzische Golf, Golf van Bengalen, Straat van Taiwan, Golf van Thailand, Japanse Zee |
| Parahydrophis                                            | Roux, 1910                                               | 1                                                        | Papoea-Nieuw-Guinea, Australië |
| Paroplocephalus                                          | Storr, 1980                                              | 1                                                        | Australië |